# Deesis con i santi Paolo e Caterina
L'opera rappresentante una Deesis tra i santi Paolo e Caterina di Giulio Romano è un dipinto ad olio su tavola (122 x 98 cm) eseguito nel 1520 e conservato presso la Galleria nazionale di Parma.

## Descrizione
Cristo, rappresentato simmetricamente all'interno di una grande aureola, è a fianco di Maria e Giovanni Battista. Nella parte bassa della composizione, invece, appaiono San Paolo e Santa Caterina con i relativi attributi: la spada per il primo, la ruota dentata per la seconda. Particolarmente suggestiva è la ricerca verso una attenzione descrittiva concentrata su alcuni dettagli visivi, come la bassa vegetazione in primo piano, la ricercata acconciatura e i gioielli di Santa Caterina e i chiari accenti nordici del paesaggio notturno centrale, che rischiarato da bagliori improvvisi si perde in azzurri lontani.
L'opera è, tra le tavole realizzate da Giulio Romano, una di quelle di maggior rifinitura esecutiva, ancora profondamente segnata dal classicismo raffaellesco e lontana dal gusto manierista che il pittore mostrerà più tardi in Palazzo Te a Mantova per Federico II Gonzaga. Possiamo quindi notare, quindi, come santa Caterina sembri derivare direttamente da un'idea del maestro, e di come, invece la parte alta della composizione si rifaccia esplicitamente alle figure della Disputa, uno degli affreschi che Raffaello eseguì per le Stanze vaticane.

## Storia
Oggi non esiste nessun dubbio per quanto riguarda l'attribuzione della tavola, anche se il dipinto per lungo tempo, fino all'Ottocento inoltrato, era ritenuto un capolavoro di Raffaello. Sulla base di alcuni disegni preparatori, conservati oggi al Louvre, si è potuto appurare come il dipinto fu realizzato da uno degli allievi più famosi e dotati di Raffaello: Giulio Romano.
Non sappiamo con precisione attraverso quali canali questo dipinto sia giunto a Parma, anche se è attestato dalle fonti sull'altar maggiore della chiesa conventuale benedettina di San Paolo almeno fin dal pieno Seicento: è possibile, allora, com'è stato suggerito, che sia stata commissionato intorno al 1520, forse dalla colta badessa Giovanna da Piacenza, la stessa che fece eseguire al Correggio gli affreschi della celebre Camera del suo appartamento privato. I due santi raffigurati in basso in primo piano, Paolo  – cui era intitolato il monastero – e Caterina d'Alessandria, oggetto d'un vivo culto da parte delle monache, parrebbero suffragare questa suggestiva ipotesi